# みかん (モーニング娘。の曲)
『みかん』は、モーニング娘。35枚目のシングル。2007年11月21日に発売された。

## 概要
センターは久住小春。メインボーカルは高橋愛、田中れいな。
DVD付の初回生産限定盤A、CDのみの初回生産限定盤Bと通常盤の3形態で発売。
初回生産限定盤AのDVDには「みかん(Close-up Ver.)」が収録。
初回生産限定盤Bはブックレット＋三方背BOXスペシャルパッケージ仕様。
初回生産限定盤A、B、通常盤初回プレス分に、フォトカード9種+1種ランダム封入。
ジャケット写真はメンバーが集うホームパーティ風。
初回生産限定盤A・Bでは前列中央に久住、前列の左に田中、右に高橋が位置する。通常盤はこの3名がそれぞれ中央に位置する3組の写真がレイアウトされている。

## 収録曲
全作詞・作曲：つんく
1. みかん
編曲：鈴木Daichi秀行
  - タイトルについて、冬の定番「こたつでみかんを食べながらテレビを見る」の3つの要素のうち、「こたつ」と「テレビ」は作られるものだが「みかん」は自ら育つ、という思いが込められている[1]。ただし、歌詞中には「みかん」はおろか、冬に関する言葉がない。
  - MVでは6枚目シングル「ふるさと」同様、メンバーの幼少時の写真が公開されている。
  - ライブ初披露は2007年10月20日『モーニング娘。コンサートツアー2007秋 〜ボン キュッ! ボン キュッ! BOMB〜』東京公演（東京厚生年金会館）。
2. ボン キュッ! ボン キュッ! BOMB GIRL
編曲：鈴木俊介
3. みかん(Instrumental)

## 参加メンバー
- 5期：高橋愛、新垣里沙
- 6期：亀井絵里、道重さゆみ、田中れいな
- 7期：久住小春
- 8期：光井愛佳、ジュンジュン、リンリン

## 参加ミュージシャン
- 鈴木Daichi秀行 - プログラミング&ギター(1)
- 鎌田浩二 - ギター(1)
- 高橋愛 - コーラス(1, 2)
- 新垣里沙 - コーラス(1)
- 鈴木俊介 - プログラミング&ギター(2)
- 佐野康夫 - ドラムス(2)
- 真船勝博 - ベース(2)
- 竹上良成 - テナーサックス&バリトンサックス(2)

## 森戸知沙希のカバー
日本の女性アイドルグループ「モーニング娘。'22」のメンバー・森戸知沙希による「みかん」は、2022年6月21日にアップフロントワークスからデジタル・ダウンロード・シングルとして配信開始。

### 解説
2022年6月20日をもってモーニング娘。'22及びハロー!プロジェクトを卒業した森戸知沙希が卒業公演で歌唱した「みかん」を21日0時より配信開始。

### シングル収録曲
| #         | タイトル   | 作詞      | 作曲      | 編曲           | 時間 |
| --------- | ---------- | --------- | --------- | -------------- | ---- |
| 1.        | 「みかん」 | つんく    | つんく    | 鈴木Daichi秀行 | 4:24 |
| 合計時間: | 合計時間:  | 合計時間: | 合計時間: | 合計時間:      | 4:24 |